# Latina (provins)
Latina är en provins i regionen Lazio i Italien. Latina är huvudort i provinsen. Provinsen etablerades 1934 genom en utbrytning ur provinsen Rom.

## Administrativ indelning
Provinsen Latina är indelad i 33 comuni (kommuner). Alla kommuner finns i lista över kommuner i provinsen Latina

## Geografi
Provinsen Latina gränsar:
- i norr mot provinsen Frosinone
- i sydost mot provinsen Caserta
- i syd mot Tyrrenska havet
- i nordväst mot provinsen Rom